# Cam Reddish
Cameron Elijah Reddish, detto Cam (Norristown, 1º settembre 1999), è un cestista statunitense, professionista nella NBA.

## Caratteristiche tecniche
Reddish gioca nel ruolo di ala piccola, ed è dotato di un'ottima fluidità nei movimenti, di un eccellente rilascio del pallone e di un buon tiro da 3 punti. È anche un buon difensore, grazie all'ottima apertura alare, mentre non eccelle nella finalizzazione in area, nel post basso e nell'atletismo.

## Carriera

### High school
Reddish ha frequentato per un anno la Haverford School di Haverford, Pennsylvania, prima di trasferirsi alla Westtown School di Westtown, sempre in Pennsylvania, dove ha giocato con l'attuale centro degli Orlando Magic Mohamed Bamba, vincendo il titolo della Friend's School League nel suo anno da junior. Nell'estate del 2017, Reddish si è messo in mostra prima nel circuito AAU, e successivamente nella nazionale Under-19 statunitense. L'anno seguente viene nominato Mr. Pennsylvania Basketball, venendo anche selezionato per il McDonald's All-American Game, per il Jordan Brand Classic e per il Nike Hoop Summit.
Reddish era considerato da molti esperti come uno dei migliori giocatori in uscita dall'high school, venendo posizionato al secondo posto da 247Sports e al terzo da ESPN.

### College
Corteggiato da numerose università, sceglie di giocare per Duke, aggiungendosi alle altre due stelle Zion Williamson e R.J. Barrett. Dopo aver saltato la preseason per alcuni problemi fisici, Reddish debutta con la maglia dei Blue Devils il 22 Novembre 2018, realizzando 22 punti contro Kentucky. Dopo una stagione complicata, segnata da problemi al tiro, decide di rendersi eleggibile al Draft NBA 2019.

### NBA

#### Atlanta Hawks (2019-2022)
Reddish viene selezionato al Draft NBA 2019 con la 10ª scelta assoluta dagli Atlanta Hawks.

#### New York Knicks (2022-2023)
Il 13 gennaio 2022 passa ai New York Knicks insieme a Solomon Hill e una scelta al secondo giro nel 2025, in cambio di Kevin Knox e una scelta protetta al primo giro nel 2022 via Charlotte.
Portland Trail Blazers (2023-)
Il 9 Febbraio 2023 passa ai Portland Trail Blazers insieme a Ryan Arcidiacono, Svi Mykhailiuk e una scelta al primo round del draft 2023 in cambio di Josh Hart.

## Statistiche
| * | Primo nella lega |

### NCAA
| Anno      | Squadra          | PG | PT | MP   | TC%  | 3P%  | TL%  | RP  | AP  | PRP | SP  | PP   |
| --------- | ---------------- | -- | -- | ---- | ---- | ---- | ---- | --- | --- | --- | --- | ---- |
| 2018-2019 | Duke Blue Devils | 36 | 35 | 29,7 | 35,6 | 33,3 | 77,2 | 3,7 | 1,9 | 1,6 | 0,6 | 13,5 |
| Carriera  | Carriera         | 36 | 35 | 29,7 | 35,6 | 33,3 | 77,2 | 3,7 | 1,9 | 1,6 | 0,6 | 13,5 |

#### Massimi in carriera
- Massimo di punti: 27 vs North Carolina (20 febbraio 2019)[15]
- Massimo di rimbalzi: 8 vs Virginia (19 gennaio 2019)
- Massimo di assist: 6 vs Georgia Tech (26 gennaio 2019)
- Massimo di palle rubate: 5 vs Georgia Tech (26 gennaio 2019)
- Massimo di stoppate: 2 (5 volte)
- Massimo di minuti giocati: 40 vs Syracuse (23 febbraio 2019)

### NBA

#### Regular Season
| Anno      | Squadra             | PG  | PT  | MP   | TC%  | 3P%  | TL%  | RP  | AP  | PRP | SP  | PP   |
| --------- | ------------------- | --- | --- | ---- | ---- | ---- | ---- | --- | --- | --- | --- | ---- |
| 2019-2020 | Atlanta Hawks       | 58  | 34  | 26,7 | 38,4 | 33,2 | 80,2 | 3,7 | 1,5 | 1,1 | 0,5 | 10,5 |
| 2020-2021 | Atlanta Hawks       | 26  | 21  | 28,8 | 36,5 | 26,2 | 81,7 | 4,0 | 1,3 | 1,3 | 0,3 | 11,2 |
| 2021-2022 | Atlanta Hawks       | 34  | 7   | 23,4 | 40,2 | 37,9 | 90,0 | 2,5 | 1,1 | 1,0 | 0,3 | 11,9 |
| 2021-2022 | N.Y. Knicks         | 15  | 0   | 14,4 | 41,5 | 25,8 | 90,6 | 1,4 | 0,7 | 0,8 | 0,3 | 6,1  |
| 2022-2023 | N.Y. Knicks         | 20  | 8   | 21,9 | 44,9 | 30,4 | 87,9 | 1,6 | 1,0 | 0,8 | 0,4 | 8,4  |
| 2022-2023 | Portland T. Blazers | 20  | 12  | 27,6 | 44,3 | 31,8 | 83,3 | 2,9 | 1,9 | 1,2 | 0,3 | 11,0 |
| 2023-2024 | L.A. Lakers         | 48  | 26  | 20,5 | 38,9 | 33,6 | 75,9 | 2,1 | 1,0 | 1,0 | 0,3 | 5,4  |
| 2024-2025 | L.A. Lakers         | 33  | 8   | 17,8 | 40,4 | 27,7 | 61,5 | 2,0 | 0,7 | 1,0 | 0,3 | 3,2  |
| Carriera  | Carriera            | 254 | 116 | 23,1 | 39,8 | 32,2 | 82,1 | 2,7 | 1,2 | 1,0 | 0,4 | 8,5  |

#### Play-off
| Anno     | Squadra       | PG | PT | MP   | TC%  | 3P%   | TL%  | RP  | AP  | PRP | SP  | PP   |
| -------- | ------------- | -- | -- | ---- | ---- | ----- | ---- | --- | --- | --- | --- | ---- |
| 2021     | Atlanta Hawks | 4  | 0  | 23,0 | 52,8 | 64,3* | 80,0 | 3,5 | 1,8 | 1,5 | 0,5 | 12,8 |
| Carriera | Carriera      | 4  | 0  | 23,0 | 52,8 | 64,3  | 80,0 | 3,5 | 1,8 | 1,5 | 0,5 | 12,8 |

#### Massimi in carriera
- Massimo di punti: 34 vs Orlando Magic (22 dicembre 2021)[16]
- Massimo di rimbalzi: 8 (3 volte)
- Massimo di assist: 8 vs Detroit Pistons (6 marzo 2023)
- Massimo di palle rubate: 5 (2 volte)
- Massimo di stoppate: 3 vs Los Angeles Clippers (16 novembre 2019)
- Massimo di minuti giocati: 42 vs Orlando Magic (22 dicembre 2021)

## Palmarès

### Club
- NBA In-Season Tournament: 1

Los Angeles Lakers: 2023

### Individuale

#### High school
- Mr. Pennsylvania Basketball (2018)
- McDonald's All American (2018)
- Jordan Brand Classic (2018)
- Nike Hoop Summit (2018)